# Mesure d'instruction in futurum

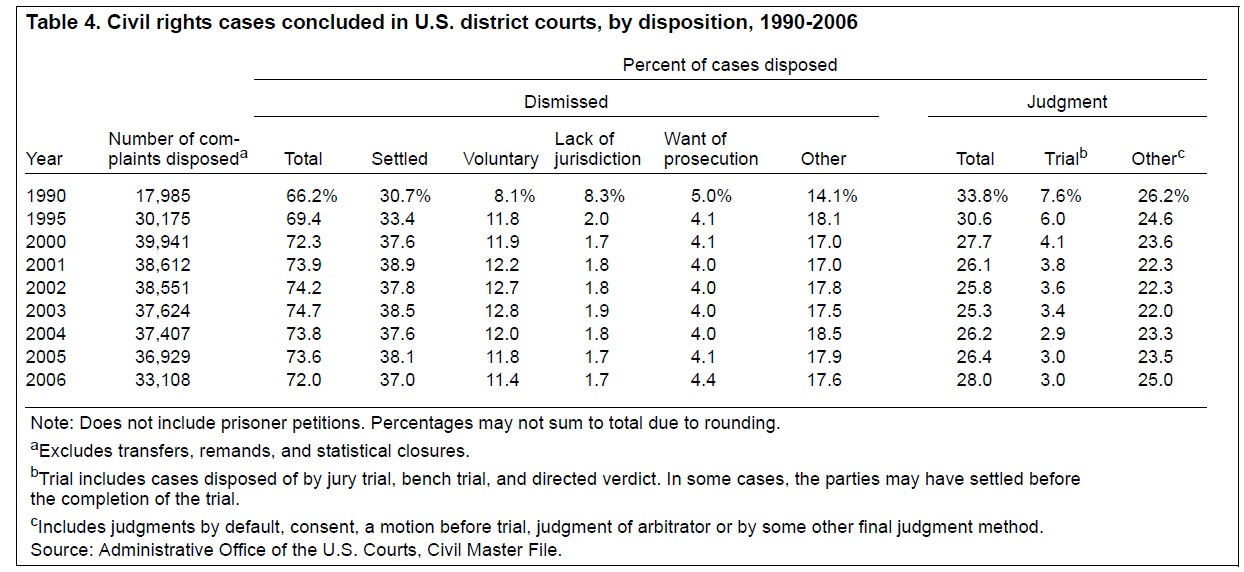
Affaires de droits civils conclues devant les tribunaux de district américains, par décision, 1990-2006.

Une mesure d'instruction in futurum est en droit français une mesure qui peut être ordonnée par un juge à la demande de tout intéressé, sur requête ou en référé, dès lors que cet intéressé justifie d'un motif légitime de conserver ou d'établir avant tout procès la preuve des faits dont pourrait dépendre le litige. 
Elle permettra donc utilement à l'intéressé de faire établir une preuve avant même d'engager un procès, ou de la conserver lorsqu'il existe un risque que cette preuve dépérisse. Elle peut ainsi permettre à l'intéressé d'estimer ses chances de succès dans le cadre d'un tel procès éventuel. Faire établir la preuve à ce stade est d'autant plus utile qu'il existe des obstacles procéduraux à l'établissement de la preuve au cours du procès : en effet, l'article 146 du Code de procédure civile prévoit alors "qu'en aucun cas, une mesure d'instruction ne peut être ordonnée en vue de suppléer la carence de la partie dans l'administration de la preuve". Cet article est considéré comme non applicable à la mesure d'instruction in futurum par la jurisprudence. 
Les mesures qu'il est possible d'obtenir sur ce fondement sont par exemple : l'expertise, la production de pièces, le constat par un huissier. 

## Application
Un justiciable peut, avant toute action en justice, demander la production de pièces ou d'éléments de la future partie adverse, avant que ces éléments ne disparaissent.
Trois éléments sont à considérer dans la demande :
- l'aspect temporel, obligatoirement futur (aucune action litigieuse ne doit avoir été préalablement lancée),
- le caractère probatoire (nécessité d'obtenir et de conserver une preuve),
- le caractère juridique (nécessité de faire trancher un litige par un juge, et choix à ce stade de la juridiction future).

### En France
La demande est présentée sous la forme d'une requête ou en référé. La requête permet de faire échec au contradictoire et ne sera possible que si elle se justifie.
Les articles 145 à 153 du code de procédure civile détaillent ces requêtes in futurum.
La jurisprudence retient quelques arrêts, dont:
- cass. com., 18 oct. 2011, n°10-18.989, M. et Mme K. contre les sociétés Unis et Unis ingénierie, publié au bulletin[3]

Une expertise peut être demandée sur la base de l'article 145 du code de procédure civile sans constituer une carence dans la preuve ou un caractère subsidiaire (l'article 146 du même code ne saurait alors s'appliquer).
- cass. com., du 16 juin 1998, n°96-20.182, société SRIM contre société Coffima, publié au bulletin[4]

En cas de refus de transmission de documents à la suite d'une ordonnance, il ne peut pas être exigé de saisie ou confiscation par un huissier, quand une astreinte aurait pu simplement être demandée.

#### Exceptions
En droit des baux commerciaux, le bailleur ne peut user d'une mesure d'instruction in futurum afin de déterminer au préalable le montant de l'indemnité d'éviction qu'il devrait envisager de verser dans le cadre de la délivrance d'un congé avec offre d'indemnité d'éviction ; toutefois, le congé étant délivré, il peut saisir le juge des référés afin d'obtenir la désignation d'un expert.

### Aux États-Unis
Les tribunaux sont compétents pour définir les documents qui peuvent être transmis avant tout procès. Le terme est « discovery ».